# Phetchaburi (província)
Phetchaburi é uma província da Tailândia. Sua capital é a cidade de Phetchaburi.